# Mistrovství světa juniorů v ledním hokeji 1998
Mistrovství světa juniorů v ledním hokeji 1998 se konalo 25. prosince 1997 až 3. ledna 1998 ve finských městech Helsinki a Hämeenlinna.

## Stadiony
| Helsinki                                  | Hämeenlinna                             |
| ----------------------------------------- | --------------------------------------- |
| Hartwall Arena Kapacita: 13 349 19 zápasů | Ritari-areena Kapacita: 5 360 15 zápasů |
|                                           |                                         |

## Základní skupiny

### Skupina A
| Tým        | Z | V | P | R | VG | OG | B |
| ---------- | - | - | - | - | -- | -- | - |
| 1. Finsko  | 4 | 3 | 0 | 1 | 17 | 10 | 7 |
| 2. Česko   | 4 | 2 | 1 | 1 | 16 | 12 | 5 |
| 3. Švédsko | 4 | 2 | 2 | 0 | 16 | 6  | 4 |
| 4. Kanada  | 4 | 2 | 2 | 0 | 9  | 7  | 4 |
| 5. Německo | 4 | 0 | 4 | 0 | 1  | 24 | 0 |

| 25. prosince 1997 | Finsko | 3 – 2 | Kanada | Helsinky |  |

| 25. prosince 1997 | Česko | 2 – 1 | Švédsko | Hämeenlinna |  |

| 26. prosince 1997 | Švédsko | 4 – 0 | Kanada | Helsinky |  |

| 26. prosince 1997 | Finsko | 5 – 0 | Německo | Hämeenlinna |  |

| 27. prosince 1997 | Česko | 9 – 1 | Německo | Helsinky |  |

| 28. prosince 1997 | Kanada | 5 – 0 | Česko | Helsinky |  |

| 28. prosince 1997 | Finsko | 4 – 3 | Švédsko | Helsinky |  |

| 29. prosince 1997 | Švédsko | 8 – 0 | Německo | Helsinky |  |

| 30. prosince 1997 | Kanada | 2 – 0 | Německo | Helsinky |  |

| 30. prosince 1997 | Finsko | 5 – 5 | Česko | Helsinky |  |

### Skupina B
| Tým           | Z | V | P | R | VG | OG | B |
| ------------- | - | - | - | - | -- | -- | - |
| 1. Rusko      | 4 | 3 | 0 | 1 | 22 | 6  | 7 |
| 2. Švýcarsko  | 4 | 2 | 1 | 1 | 14 | 8  | 5 |
| 3. USA        | 4 | 2 | 2 | 0 | 17 | 12 | 4 |
| 4. Kazachstán | 4 | 1 | 3 | 0 | 8  | 29 | 2 |
| 5. Slovensko  | 4 | 1 | 3 | 0 | 9  | 15 | 2 |

| 25. prosince 1997 | Rusko | 12 – 1 | Kazachstán | Hämeenlinna |  |

| 25. prosince 1997 | Slovensko | 6 – 3 | USA | Helsinky |  |

| 26. prosince 1997 | USA | 8 – 2 | Kazachstán | Helsinky |  |

| 26. prosince 1997 | Švýcarsko | 3 – 1 | Slovensko | Hämeenlinna |  |

| 27. prosince 1997 | Rusko | 3 – 3 | Švýcarsko | Helsinky |  |

| 28. prosince 1997 | Kazachstán | 5 – 2 | Slovensko | Hämeenlinna |  |

| 28. prosince 1997 | Rusko | 3 – 2 | USA | Hämeenlinna |  |

| 29. prosince 1997 | Švýcarsko | 7 – 0 | Kazachstán | Hämeenlinna |  |

| 30. prosince 1997 | Rusko | 4 – 0 | Slovensko | Hämeenlinna |  |

| 30. prosince 1997 | USA | 4 – 1 | Švýcarsko | Hämeenlinna |  |

## O udržení
| 1. ledna 1998 | Slovensko | 9 – 0 (1–0, 4–0, 4–0) | Německo | Helsinky |  |

| 3. ledna 1998 | Slovensko | 8 – 3 (0–1, 3–2, 5–0) | Německo | Helsinky |  |

## Play off

### Čtvrtfinále
| 31. prosince 1997       | Rusko | 2 – 1 (1–0, 0–0, 0–1, 1-0) | Kanada | Hämeenlinna |  |
| Maxim Afinogenov 9:21ot |       |                            |        |             |  |

| 31. prosince 1997 | Finsko | 14 – 1 (6–1, 5–0, 3–0) | Kazachstán | Helsinky |  |

| 31. prosince 1997 | Švýcarsko | 2 – 1 SN (0–0, 0–0, 1–1, 0-0, 5-4) | Švédsko | Helsinky |  |

| 31. prosince 1997 | Česko | 4 – 1 (0–0, 3–0, 1–1) | USA | Hämeenlinna |  |

### O umístění
| 2. ledna 1998 | USA | 3 – 0 (1–0, 1–0, 1–0) | Kanada | Hämeenlinna |  |

| 2. ledna 1998 | Švédsko | 5 – 1 (1–0, 2–0, 2–1) | Kazachstán | Hämeenlinna |  |

### Semifinále
| 1. ledna 1998 | Rusko | 5 – 1 (0–0, 3–1, 2–0) | Česko | Helsinky |  |

| 1. ledna 1998 | Finsko | 2 – 1 (1–0, 0–0, 1–1) | Švýcarsko | Helsinky |  |

### O 7. místo
| 3. ledna 1998 | Kazachstán | 6 – 3 (2–0, 2–0, 2–3) | Kanada | Hämeenlinna |  |

### O 5. místo
| 3. ledna 1998 | USA | 4 – 3 (1–2, 2–0, 1–1) | Švédsko | Hämeenlinna |  |

### O 3. místo
| 3. ledna 1998 | Švýcarsko | 4 – 3 SN (2–0, 0–2, 1–1, 0-0, 2-0) | Česko | Helsinky |  |

### Finále
| 3. ledna 1998                                                                          | Finsko                                                                                 | 2 – 1 (0:0, 0:1, 1:0 - 1:0) | Rusko                  | Helsinky |  |
| 44. Pasi Puistola (Pasi Petriläinen) 74. Niklas Hagman (Olli Jokinen, Eero Somervuori) | 44. Pasi Puistola (Pasi Petriläinen) 74. Niklas Hagman (Olli Jokinen, Eero Somervuori) |                             | 38. Dimitri Vlassenkov |          |  |

## Statistiky

### Tabulka produktivity
| Poř. | Hráč              | Stát      | Z | G | A | B  |
| ---- | ----------------- | --------- | - | - | - | -- |
| 1    | Jeff Farkas       | USA       | 7 | 6 | 4 | 10 |
| 2    | Olli Jokinen      | Finsko    | 7 | 4 | 6 | 10 |
| 3    | Eero Somervuori   | Finsko    | 7 | 3 | 6 | 9  |
| 4    | Ladislav Nagy     | Slovensko | 6 | 6 | 2 | 8  |
| 5    | Brian Gionta      | USA       | 7 | 5 | 3 | 8  |
| 6    | Timo Vertala      | Finsko    | 7 | 4 | 4 | 8  |
| 7    | Marián Hossa      | Slovensko | 6 | 4 | 4 | 8  |
| 8    | Marcus Nilson     | Švédsko   | 7 | 3 | 5 | 8  |
| 9    | Andrej Podkonický | Slovensko | 6 | 3 | 5 | 8  |
| 10   | Maxim Balmočnych  | Rusko     | 7 | 2 | 6 | 8  |

### Turnajová ocenění
|                            | Brankář         | Obránce      | Obránce       | Útočníci     | Útočníci        | Útočníci         |
| -------------------------- | --------------- | ------------ | ------------- | ------------ | --------------- | ---------------- |
| Ceny direktoriátu IIHF     | David Aebischer | Pavel Skrbek | Pavel Skrbek  | Olli Jokinen | Olli Jokinen    | Olli Jokinen     |
| All-Star Tým (podle médií) | David Aebischer | Pierre Hedin | Andrej Markov | Olli Jokinen | Eero Somervuori | Maxim Balmočnych |

## Konečné pořadí
| Pořadí           | Tým        |
| ---------------- | ---------- |
| Zlatá medaile    | Finsko     |
| Stříbrná medaile | Rusko      |
| Bronzová medaile | Švýcarsko  |
| 4.               | Česko      |
| 5.               | USA        |
| 6.               | Švédsko    |
| 7.               | Kazachstán |
| 8.               | Kanada     |
| 9.               | Slovensko  |
| 10.              | Německo    |

 Německo sestoupilo do B-skupiny na Mistrovství světa juniorů v ledním hokeji 1999.

## Soupisky nejlepších mužstev
Finsko
Niklas Bäckström, Mika Noronen – Pasi Petriläinen, Pasi Puistola, Marko Kauppinen, Ari Vallin, Ilkka Mikkola, Timo Ahmaoja, Tomi Källarsson – Olli Jokinen, Eero Somervuori, Timo Vertala, Jyrki Louhi, Niko Kapanen, Teemu Elomo, Niklas Hagman, Timo Seikkula, Kari Kalto, Olli Ahonen, Johannes Alanen, Toni Dahlman, Tomasz Valtonen
  Rusko
Maxim Afinogenov, Vladimír Antipov, Denis Archipov, Maxim Balmotschnych, Denis Chlopotnov, Michail Donika, Alexei Krowopuskow, Andrei Krutschinin, Oleg Kwascha, Roman Ljaschenko, Andrej Markov, Jegor Michailow, Dmitri Mylnikov, Waleri Pokrowski, Sergei Schichanow, Denis Schwidki, Andrei Sidjakin, Alexei Tesikow, Michail Tschernow, Artjom Tschubarow, Witali Wischnewski, Dmitri Wlassenkow
Trenéři: Pjotr Worobjow, Walentin Gurejew
  Švýcarsko
David Aebischer, Marco Bührer – Ralph Bundi, Patrick Fischer, Alain Reist, Julien Vauclair, Jan von Arx, Marc Werlen, Markus Wüthrich – Alex Chatelain, Björn Christen, Flavien Conne, Sven Lindemann, Michel Mouther, Laurent Müller, Marc Reichert, Michel Riesen, Sandro Rizzi, Mario Schocher, René Stüssi, Adrian Wichser, Thomas Ziegler

## Nižší skupiny

### B skupina
Šampionát B skupiny se odehrál v Polsku ve městech Sosnovec a Tychy, postup na MSJ 1999 si vybojovalo Bělorusko, naopak sestoupilo Japonsko.
1. Bělorusko
2. Ukrajina
3. Polsko
4. Lotyšsko
5. Maďarsko
6. Francie
7. Norsko
8. Japonsko

### C skupina
Šampionát C skupiny se odehrál v Estonsku ve městech Tallinn a Kohtla-Järve, postup do B skupiny MSJ 1999 si vybojovalo Dánsko, naopak sestoupilo Rumunsko.
1. Dánsko
2. Itálie
3. Slovinsko
4. Rakousko
5. Chorvatsko
6. Estonsko
7. Velká Británie
8. Rumunsko

### D skupina
Šampionát D skupiny se odehrál v Litvěve městech Kaunas a Elektrėnai, postup do C skupny MSJ 1999 si vybojovali domácí.
1. Litva
2. Nizozemsko
3. Jugoslávie
4. Španělsko
5. Mexiko
6. Bulharsko
7. JAR
8. Turecko